# Damascus (Ohio)
Damascus es un lugar designado por el censo ubicado en el condado de Mahoning en el estado estadounidense de Ohio. En el Censo de 2010 tenía una población de 443 habitantes y una densidad poblacional de 212,21 personas por km².

## Geografía
Damascus se encuentra ubicado en las coordenadas 40°54′22″N 80°56′58″O / 40.90611, -80.94944. Según la Oficina del Censo de los Estados Unidos, Damascus tiene una superficie total de 2.09 km², de la cual 2.07 km² corresponden a tierra firme y (0.87%) 0.02 km² es agua.

## Demografía
Según el censo de 2010, había 443 personas residiendo en Damascus. La densidad de población era de 212,21 hab./km². De los 443 habitantes, Damascus estaba compuesto por el 99.32% blancos, el 0% eran afroamericanos, el 0% eran amerindios, el 0.23% eran asiáticos, el 0% eran isleños del Pacífico, el 0.23% eran de otras razas y el 0.23% pertenecían a dos o más razas. Del total de la población el 0.45% eran hispanos o latinos de cualquier raza.